# Paranemastoma sketi
Nemastoma sketi is een hooiwagen uit de familie aardhooiwagens (Nemastomatidae). De originele naamcombinatie (protoniem) was Nemastoma sketi Hadži, 1973. Een volgende naamrecombinatie werd gepubliceerd als Paranemastoma sketi (Hadži, 1973) in Schönhofer 2013.